# رودخانه تولکا
رودخانه تولکا (به انگلیسی: River Tolka) رودخانهای است که در ایرلند جریان دارد.